# Атолово
Атолово (болг. Атолово) — село в Болгарии. Находится в Ямболской области, входит в общину Стралджа. Население составляет 212 человек.

## История
Село было основано в 1926 году как место для проживания болгарских беженцев из греческой Македония и Восточной Фракии при поддержке британской организации "Спасите детей" и финансовой помощи герцога Атолла, в честь которого была названа после его смерти. Британские волонтёры помогали строить дома для беженцев, культурный центр и церковь. В официальной церемонии открытия поселения принял участие царь Борис III. Во времена коммунистического правления было переименовано в Харицаново, но вскоре селу было возвращено старое название.
В центре села установлен памятник герцогу Атоллу работы скульптора М. Огнянова.

## Политическая ситуация
В местном кметстве Атолово, в состав которого входит Атолово, должность кмета (старосты) исполняет Стефан Стоянов Сотиров (Болгарская социалистическая партия (БСП)) по результатам выборов.
Кмет (мэр) общины Стралджа — Митко Панайотов Андонов (Болгарская социалистическая партия (БСП)) по результатам выборов.